# Caleta Acosta
Die Caleta Acosta (spanisch; in Chile Caleta Macera) ist eine an ihrer Einfahrt 1,5 km und an ihrem Kopfende 2,5 km breite Nebenbucht der Wilhelmina Bay an der Danco-Küste des Grahamlands im Norden der Antarktischen Halbinsel. Sie liegt 5 km südlich von Brooklyn Island im Nordosten der Arctowski-Halbinsel. 
Argentinische Wissenschaftler benannten sie 1974 nach Guillermo Acosta, Matrose erster Klasse auf der Korvette Uruguay bei der Rettung der schiffbrüchigen Teilnehmer der Schwedischen Antarktisexpedition (1901–1903) unter der Leitung Otto Nordenskjölds. In Chile ist die Bucht dagegen nach Emilio Enrique Macera Dellarossa benannt, Teilnehmer an der 1. Chilenischen Antarktisexpedition (1946–1947) und dabei verantwortlich für die Errichtung der Arturo-Prat-Station.